# Alexei Losev
Alexei Fyodorovich Losev (em russo:  Алексе́й Фёдорович Ло́сев; 22 de setembro de 1893 – 24 de maio de 1988) foi um filósofo, filólogo, culturologista e monge ortodoxo russo ordenado, uma das figuras mais proeminentes do pensamento filosófico e religioso na Rússia do século XX. Destacou-se em seus estudos do platonismo, da estética, do símbolo e da filosofia do mito, e seu pensamento é parte do idealismo russo.
Considerado o último filósofo da Era de Prata russa, foi um dos poucos pensadores idealistas a não ter sido expulso nos navios dos filósofos pelos soviéticos e que pôde continuar lecionando na União Soviética. Apesar de sofrer censura, buscava contorná-la por contrabando e publicações anônimas. Após a publicação de um de seus livros, foi preso e condenado a trabalho forçado. Foi libertado depois, e Losev se tornou um dos pensadores mais influentes da União Soviética, ajudando a preservar o desenvolvimento do pensamento filosófico religioso. Dentre seus pupilos encontram-se Sergey Averintsev e Sergey Khoruzhiy.

## Biografia
Losev nasceu em Novocherkassk, o centro administrativo do Oblast da Hoste do Don, o território do extremo oeste da Rússia controlado pelos cossacos do Don, às margens do rio Don. Ele recebeu o nome de seu avô materno, Aleksei Polyakov; um sacerdote da Igreja Ortodoxa Russa. O bisavô paterno de Losev também se chamava Aleksei, e foi premiado por heroísmo durante as Guerras Napoleônicas, enquanto lutava em uma Brigada Cossaca. O pai de Losev era Fyodor Petrovich Losev, violinista e maestro por vocação, além de professor de matemática e física por profissão. Atraído por um estilo de vida boêmio, o pai de Losev deixou a família nas mãos de sua esposa, Natalya Alekseyevna Loseva (nascida Polyakova), que criou Losev como filho único na casa de seu pai.
Losev aprendeu os clássicos no ginásio desde os dez anos de idade. Ele estava pouco interessado em seus estudos até ser apresentado à filosofia. Além disso, ficou fascinado pela astronomia depois de ler um livro de Camille Flammarion. Seu interesse inicial pela música continuou e ele considerou seguir carreira como violinista.
Em seu último ano de ginásio, Losev recebeu um presente de seu professor: um conjunto de oito volumes de escritos do filósofo russo Vladimir Soloviov, que o influenciou grandemente. Losev ingressou na Universidade de Moscou em 1911. Ele portava ingressos de temporada do Teatro Bolshoi, onde assistia a todas as óperas que podia. Durante uma visita de estudo a Berlim, sua bagagem foi roubada, incluindo seus livros e todos os seus manuscritos. A viagem foi interrompida pelo início da Primeira Guerra Mundial.

### Carreira
Losev formou-se com duplo diploma—filologia e filosofia—em 1915. Ele permaneceu na Universidade Imperial de Moscou para se preparar para um cargo de professor de Filologia Clássica. Em 1916 publicou seu primeiro artigo, "Eros em Platão". Quando a Rússia eclodiu nas Revoluções de Fevereiro e Outubro de 1917, Losev manteve-se discreto, passando todo o seu tempo escrevendo e estudando. Em 1919, o tifo matou sua mãe. No mesmo ano, o artigo "Filosofia Russa" de Losev foi publicado em um volume em língua alemã composto de vários artigos sobre o desenvolvimento cultural russo. Losev não teve conhecimento desta publicação até 1983. Foi finalmente publicado em russo após a morte de Losev.
Após a revolução, os bolcheviques interromperam o ensino dos clássicos na Universidade de Moscou. Em 1919, Losev tornou-se professor de filologia clássica na recém-inaugurada Universidade de Nizhny Novgorod. Ele também encontrou trabalho como professor de estética no Instituto Estadual de Ciências Musicais, na Academia Estadual de Ciências Artísticas e no Conservatório de Moscou, onde foi nomeado professor.
Losev casou-se com Valentina Mikhailovna Sokolova em 5 de junho de 1922; ela era uma estudante de matemática e astronomia cinco anos mais nova que Losev. Ele a via desde 1917, quando começou a alugar um quarto dos pais dela em Moscou. Pavel Florensky, um ex-padre e físico que trabalhava no plano oficial da GOELRO para trazer serviços de eletricidade para a Rússia, realizou a cerimônia de casamento em Sergiev Posad. Losev e sua esposa descobriram que eram compatíveis artística, intelectual e também espiritualmente; ambos buscaram maior compreensão no estudo da religião russa com o Arquimandrita David. A religião estava sendo reprimida pelos bolcheviques, por isso este estudo foi conduzido em segredo. Em 3 de junho de 1929, os dois foram ordenados monges na Igreja Ortodoxa Russa em uma cerimônia privada oficializada por David. Eles adotaram os nomes monásticos Andronik e Afanasiya. Os Losevs esconderam com sucesso seu status monástico do público até cinco anos após a morte de Losev em 1988.

### Conflito com o comunismo
Losev escreveu oito volumes de monografias, iniciando o trabalho em 1923. Os títulos eram: O Cosmos Antigo e a Ciência Moderna, A Filosofia do Nome, A Dialética da Forma Artística, A Dialética do Número em Plotino, Crítica ao Platonismo de Aristóteles, A Música como Sujeito da Lógica, Ensaios sobre Simbolismo Clássico e Mitologia, e A Dialética do Mito. A série terminaria com um nono volume, mas A Dialética do Mito causou muita controvérsia e Losev nunca terminou a monografia final.
Nestas obras, Losev sintetizou as ideias da filosofia russa do início do século XX, do neoplatonismo cristão, da dialética de Schelling e Hegel, e da fenomenologia de Husserl. Em A Dialética do Mito, de 1930, Losev rejeitou o materialismo dialético e propôs que o mito (ideia) deveria ser tratado em termos de igualdade com a matéria física.
A Dialética do Mito identificou como falsas as construções do sistema soviético; apontou o absurdo dos mitos associados à ideologia do Estado e ao dogmatismo do comunismo. As autoridades soviéticas reagiram rapidamente para suprimir o livro. Em 18 de abril de 1930, Losev foi preso e mantido em confinamento solitário na prisão subterrânea do Edifício Lubyanka. Sua esposa Valentina foi presa em 5 de junho de 1930, o oitavo aniversário de casamento do casal. Marianna Gerasimova, investigadora do Diretório Político do Estado Unificado (OGPU), uma agência da polícia secreta, foi designada para investigar Losev com o objetivo de provar que ele era um líder do grupo dissidente religioso secreto chamado onomatodoxia, baseado na ideia de que o Nome de Deus era o próprio Deus, e que Losev esteve envolvido em planejamento de violência contra o governo soviético. Losev estava de fato associado à onomatodoxia, mas seu papel era teológico, não prático. Gerasimova liderou uma equipe de investigadores que reuniu e fabricou evidências ao longo de 17 meses enquanto Losev estava detido. Gerasimova listou falsas alegações contra Losev, como ser membro das Centenas Negras, antissemita e fanático e intolerante religioso. A biblioteca e os escritos de Losev foram apreendidos, e sua residência foi habitada por um agente do OGPU.
No verão de 1930, o 16º Congresso Comunista reuniu-se e o caso de Losev foi discutido. O livro foi denunciado pelo político Lazar Kaganovich e pelo dramaturgo Vladimir Kirshon, que disse: "por tais nuances , coloquem-no contra a parede" para ser executado. Todos os 500 exemplares do livro foram apreendidos e destruídos. Após 4 meses em Lubyanka, Losev foi transferido para a prisão de Butyrskaia, onde permaneceu detido por mais 13 meses. Os Losevs foram condenados por seu "idealismo militante": Valentina a cinco anos e Aleksei a dez anos de trabalhos forçados no norte da Rússia. Losev foi enviado para campos de trabalhos forçados (gulag) para trabalhar na construção do Canal Mar Branco-Báltico. Inicialmente, ele foi colocado para trabalhar no transporte de madeira, mas sua saúde piorou e ele foi designado como vigia noturno em um depósito de madeira. Lá ele começou a perder gradualmente a visão devido à desnutrição, embora tenha se reunido com sua esposa em 1932 no campo de trabalhos forçados de Belbaltlag. Em dezembro de 1931, Maxim Gorky escreveu acidamente no Pravda e no Izvestia que lamentava que Losev ainda estivesse vivo para contaminar o ar soviético.
Ironicamente, foi a primeira esposa de Gorky quem obteve a libertação de Losev do Gulag. Yekaterina Peshkova, ex-ativista da Cruz Vermelha Política e na década de 1930 presidente do grupo seguinte Assistência aos Prisioneiros Políticos, trabalhou para libertar Losev, conseguindo finalmente, no final de 1932, anular a sua condenação.

### Carreira pós-prisão
Depois de retornar a Moscou em meados de 1933, Losev foi autorizado a seguir a carreira acadêmica e a lecionar. A filosofia antiga, o mito e a estética tornaram-se o seu "exílio interior": ele foi capaz de expressar as suas próprias crenças espiritualistas.
Losev admirava muito a famosa pianista María Yudina. Ele se encontrou com ela em sua casa em Moscou no início de abril de 1930, antes de um concerto que ela realizou em 16 de abril. Logo depois, Losev foi preso por causa de seu livro A Dialética do Mito. Quando voltou para casa em 1933, escreveu um romance usando Yudina como modelo: A Mulher como Pensadora, ou A Mulher Pensadora. A heroína imperfeita que Losev criou, Maria Valentinovna Radina, era uma musicista que jorrava elevada filosofia, mas caiu para padrões mais baixos em sua vida pessoal. O romance foi criticado como uma válvula de escape para o difícil relacionamento de Losev com Yudina e como um mau exemplo de suas capacidades como escritor. Yudina não gostou da personagem Maria, que ela reconheceu como ela mesma, e no início de 1934 ela rompeu com Losev, para nunca mais vê-lo.
Durante a década de 1930, Losev compôs o que pretendia ser uma obra definitiva sobre a estética clássica, intitulada Uma História da Estética Antiga. O manuscrito foi perdido junto com todo o resto em seu apartamento em Moscou quando foi atingido por uma bomba alemã em 1941. Em 1943, Losev obteve o título de doutor em clássicos honoris causa: a partir da massa de trabalhos realizados anteriormente. De 1942 a 1944, Losev lecionou na Universidade de Moscou e de 1944 em diante na Universidade Estadual Pedagógica de Moscou. Também em 1944, os Losev trouxeram para sua casa uma jovem estudante de pós-graduação—Aza Alibekovna Takho-Godi—que continuou seus estudos de filologia clássica. Ambos os Losevs gostaram de Takho-Godi; quando Valentina morreu de câncer em 29 de janeiro de 1954, foi com sua bênção que Losev e Takho-Godi se casariam. Takho-Godi tornou-se a segunda esposa de Losev e, eventualmente, sua viúva.
Losev publicou cerca de 30 monografias entre as décadas de 1950 e 1970. No que diz respeito à filosofia ocidental da época, Losev criticou severamente o pensamento estruturalista.
Na URSS, suas obras foram censuradas enquanto ele era elogiado como um dos maiores filósofos da época. Ele até recebeu o Prêmio do Estado da URSS em 1986 por sua História da Estética Clássica em oito volumes, dois anos antes de sua morte.

## Controvérsias
Em 1996, surgiu uma controvérsia quando o autor Konstantin Polivanov, o historiador de estudos judaicos Leonid Katsis e o jornalista Dmitrii Shusharin publicaram três artigos que descreviam Losev como um antissemita que negociou com Joseph Stalin a sua libertação do exílio. Segundo o tradutor Vladimir Leonidovich Marchenkov, estes três artigos publicados no jornal russo Segodnya eram uma série coordenada de acusações. Katsis comparou o suposto relacionamento de Losev com Stalin ao relacionamento entre Alfred Rosenberg e Adolf Hitler, com Rosenberg ajudando a moldar a ideologia de Hitler. Olesya Nikolaeva respondeu negando esta afirmação no jornal ortodoxo russo Radonezh: "A lógica da polícia secreta bolchevique" (1996). A viúva de Losev, Aza Alibekovna Takho-Godi, escreveu uma refutação das afirmações na revista Russkaya mysl; para refutar as afirmações, ela imprimiu cartas escritas por Losev aos censores estaduais. A popular revista científica Rodina decidiu resolver a questão publicando materiais do arquivo do caso OGPU de 1930-31, que pela primeira vez demonstrou publicamente como a polícia secreta soviética fabricou evidências contra Losev.
O eslavicista suíço Felix Philipp Ingold seguiu com "Zerbrechende Mythen" ("Mitos em ruínas") em 1996, em apoio à ideia de que Losev era antissemita. O professor Alexander Haardt, da Ruhr University Bochum, respondeu a Ingold defendendo a reputação de Losev. Haardt disse que o legado de Losev não deveria ser manchado por algumas palavras, mas julgado por todo o trabalho de sua vida. Ele disse que as declarações antissemitas listadas na investigação politicamente motivada de Gerasimova de 1930 a 1931 não eram confiáveis como originárias de Losev. Os defensores de Losev caracterizaram-no como um crítico de princípios de todas as religiões, incluindo o protestantismo, o judaísmo e a sua própria ortodoxia, e disseram que ele nunca foi antijudeu. Dizia-se também que ele aprovava o totalitarismo comunista, embora criticasse abertamente o vazio da ideologia comunista. O filósofo russo Leonid Stolovich escreveu fortemente contra aqueles que chamaram Losev de antissemita, o artigo intitulado "Losev não deve ser entregue como um presente aos seguidores das Centenas Negras!". Ele disse que os documentos atenuantes que deveriam ter sido incluídos nos arquivos do caso de investigação do OGPU pareciam estar faltando, provavelmente porque não apoiavam as conclusões antissemitas. Em 1999, Katsis reexaminou a questão à luz das cartas e arquivos publicados no final de 1996. Ele considerou a questão mais sutil do que pensava anteriormente e concordou que "todas as tentativas de distorcer" o legado de Losev foram "motivadas politicamente".
Losev também entrou na controvérsia que assolava a Ortodoxia Oriental sobre a natureza do Nome de Deus, apoiando e articulando claramente a posição imiaslavie que estava em desacordo com a posição oficial assumida pela Igreja Ortodoxa Russa.

## Obras
- 1916 – "Eros em Platão" (Эрос у Платона)
- 1916 – “Sobre a percepção musical do amor e da natureza”
- 1916 – “Duas Percepções do Mundo”
- 1919 – "Filosofia Russa"
- 1927 – O Cosmos Antigo e a Ciência Contemporânea (Античный космос и современная наука.)
- 1927 - A Filosofia do Nome, a propósito das ideias da onomatodoxia
- 1927 – A Dialética da Forma Artística (Диалектика художественной формы.)
- 1927 – A Música como Sujeito da Lógica
- 1928 – A Dialética dos Números em Plotino, uma tradução e comentário sobre o tratado Sobre os Números de Plotino
- 1928 - Crítica ao Platonismo de Aristóteles, tradução e comentário sobre a Metafísica de Aristóteles
- 1929 – Ensaios sobre Simbolismo Clássico e Mitologia
- 1930 – A Dialética do Mito (traduzido por Vladimir Marchenkov). Nova York: Routledge, 2003, ISBN 0-415-28467-8 .
- 1934 – A Mulher como Pensadora, ou A Mulher Pensadora, romance inspirado na pianista Maria Yudina
- 1937 – tradução de obras latinas de Nicolau de Cusa
- 1975 – tradução de obras de Sexto Empírico, escritas pela primeira vez em 1937 mas publicadas em 1975
- 1978 – Estética da Renascença (Эстетика Возрождения.)
- 1982 – Sinal, Símbolo, Mito (Знак, символ, миф.)
- 1983 – Vladimir Soloviov (Владимир Соловьев.)
- 1963–1988 – A História da Estética Clássica (История античной эстетики, 8 volumes.)
- 1990 – "Visão de Mundo de Scriabin", ensaio sobre o pianista/compositor Alexander Scriabin, escrito em 1919–21, publicado pela primeira vez em 1990.
- 1994 – "Doze Teses sobre Cultura Antiga", palestra pública que Losev proferiu ao Comitê Científico de Cultura do Presidium da Academia de Ciências da URSS. Publicada pela primeira vez em 1994 em russo. Traduzido para o inglês por Oleg Kreymer e Kate Wilkinson e publicada em Arion: A Journal of Humanities and the Classics, 2003, vol. 11, n. 1.
- Livros de Losev disponíveis eletronicamente (em russo)